# Takaotozan Railway
 (novembre 2019).
La Takaotozan Railway (高尾登山電鉄, Takaotozan-dentetsu) est une compagnie ferroviaire privée à Hachiōji dans la préfecture de Tokyo au Japon. Elle dispose d'une ligne de type funiculaire qui relie la gare de Kiyotaki à celle de Takaosan près du sommet du Mont Takao.

## Histoire
La ligne Takao a été inaugurée le 21 janvier 1927.

## Technologie
La ligne est de type funiculaire sur rail ferroviaire. 2 trains sont tirés par un câble sur une voie unique avec un évitement à deux voies au centre de la ligne. L'écartement des rails est de 1067 mm. L’électricité est captée par un pantographe et une caténaire.

## Tracé et station
La ligne ne dessert que deux gares. Elle est en ligne droite tout le long et a une longueur totale de 1 km pour 271 m de dénivelé.

### Kiyotaki
Situé à 201 mètre d'altitude, cette station représente la gare basse. Elle est en correspondance avec la ligne Keiō Takao à Takaosanguchi à environ 5 min à pied.

### Takosan
Cette gare haute est située à 472 mètre d'altitude, près du sommet du Mont Takao.

## Matériel rouant
La compagnie exploite deux trains datant de décembre 2008. Ils s'appellent Erable (もみじ, momiji) et Aoba (あおば, aoba).